# Атом (павильон ВДНХ)
«А́том» — павильон на площади Промышленности ВДНХ, посвящённый атомной индустрии, построенный в 2017—2023 годах по заказу госкорпорации «Росатом» на месте снесённого павильона № 19 «Механизация и электрификация сельского хозяйства». Первый павильон, построенный на ВДНХ после распада СССР.

## История
Первыми объектами, построенными на месте будущего павильона, были павильоны Таджикской и Киргизской ССР (не путать с современным павильоном «Кыргызстан», который тогда был павильоном Эстонской ССР). В 60-х годах на их месте был построен павильон «Механизация и электрификация сельского хозяйства», позже перепрофилированный в «Главный демонстрационно-испытательный вычислительный центр», а в постсоветский период — в информационно-выставочный центр МЧС «Арсенал спасения»; он был снесён в 2016 году.
Конкурс на разработку архитектурной концепции павильона атомной энергии на ВДНХ был объявлен в 2015 году, в состав жюри вошли главный архитектор Москвы Сергей Кузнецов, главный дизайнер Первого канала Дмитрий Ликин, генеральный директор ВДНХ Екатерина Проничева, искусствовед, музейный эксперт и президент немецкого отделения Международного совета музеев Михель Хекнер, директор музея современного искусства «Гараж» Антон Белов, известные архитекторы Массимилиано Фуксас и Рем Колхас. Всего было подано 118 заявок на участие, на первом этапе рассматривались 49 проектов, в финальный этап отбора вошли 6, авторами которых были российские, американские, итальянские и канадские архитектурные бюро, такие, как Моспроект и Fr·ee.
Победителем «со значительным отрывом по сумме баллов» стал проект московского UNK Project, одним из его преимуществ для жюри стало то, что он выражал тему атома не слишком буквально (другие проекты содержали крупные шарообразные конструкции, а один — даже кольца, символизирующие орбиты электронов). Рем Колхас отметил «лаконичную и растворяющуюся в воздухе форму здания, которая устанавливает связь внешнего и внутренних пространств, возможность полюбоваться территорией ВДНХ с крыши павильона, а также интересное конструктивное решение по остеклению наземного уровня здания». Проект-победитель вышел в финалы Всемирного фестиваля архитектуры-2016 и Архпремии Москвы-2023.
Церемония открытия павильона с участием мэра Москвы Сергея Собянина прошла 2 ноября 2023 года, непосредственно перед открытием выставки-форума «Россия» на ВДНХ.

## Устройство павильона
Архитектурный стиль павильона отсылает к ВДНХ 1960-х годов, когда новые павильоны строились в модернистском духе с плоскими фасадами (а часть старых была закрыта такими же накладными фасадами). Площадь павильона — почти 25 000 м2, больше, чем проектные 15-20 тысяч (он назван крупнейшей в России экспозицией, посвящённой атомной энергии), вместимость — 4500 человек, пропускная способность — 18 000 чел/день. У него 3 подземных этажа (заглубление по данным разных источников 18 или 26 метров, это самое заглублённое здание на ВДНХ, объём подземной части 100 000 м3) и 4 надземных. Высота прямоугольного фасада из-за высотных ограничений главной аллеи ВДНХ — 12 метров, но над частью здания, удалённой от главной аллеи, возведён дополнительный этаж на высоту 16 метров, а на крыше расположена круглая пристройка, повышающая общую высоту здания до 18,5 метров. Подземные этажи пересекают водоносный слой реки Каменки, противофильтрационная защита от подземных вод была организована закачкой бетона под давлением почти в 3000 скважин.
Наземная часть павильона в плане представляет собой квадрат со стороной 75 метров, разделённый диагональю на две половины. Первая из них — открытый атриум с целиком застеклённым фасадом, просматриваемый насквозь между павильонами «Земледелие» и «Центральный дом автоспорта». Фасад застеклён пятьюдесятью триплексами производства Asahi Glass массой 5 тонн каждый. В атриуме находятся скульптура атома и детализированный макет павильона. Его накрывает консоль-козырёк с вылетом несколько десятков метров, масса которой — 1000 тонн. Со стороны атриума консоль закрыта белыми акриловыми ламелями с чёрными промежутками между ними (в которых размещены лампы подсветки), расположенными так, что они создают впечатление незавершённого движения. Внутри консоли находятся технические коммуникации и воздуховоды. Доступ в атриум свободный, кассы и турникеты расположены на разделяющей диагонали. Вторая половина — закрытая, содержит наземные экспозиции (подземные экспозиции расположены и под атриумом). На разделяющей диагонали расположены эскалаторы и лифты, связывающие этажи здания, её визуальное оформление — чёрные стены и полы, зеркальные потолки на эскалаторами. На третьем этаже параллельно эскалаторам расположен стеклянный мост.
На минус третьем этаже расположен музей советского атомного проекта, на минус втором и минус первом — выставка проектов мирного использования атомной энергии во второй половине 20-го века и конференц-зал, на первом и втором — экспозиция современных российских атомных технологий, включающая модель ядерного реактора ВВЭР-1000, в зале с которой каждый час проходит аудиовизуальное представление, на третьем — интерактивная игровая экспозиция «Атомариум». На крыше расположены озеленённая общественная территория, на которой в тёплый период года проводятся мероприятия, смотровая площадка и кафе. Часть пространства отведена под временные экспозиции.
Запланированный срок службы павильона — сто лет.

## Галерея

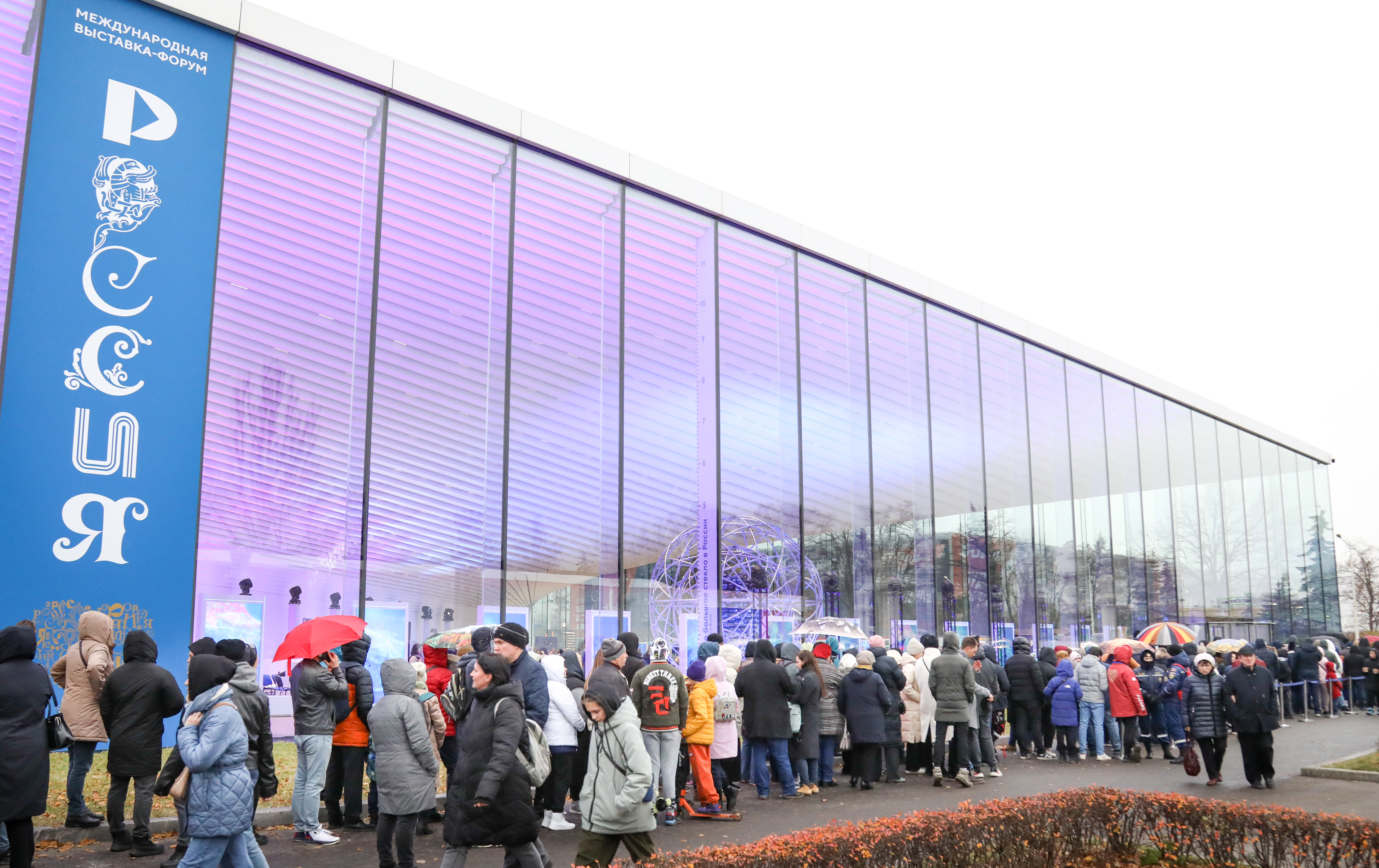
В период проведения выставки «Россия»
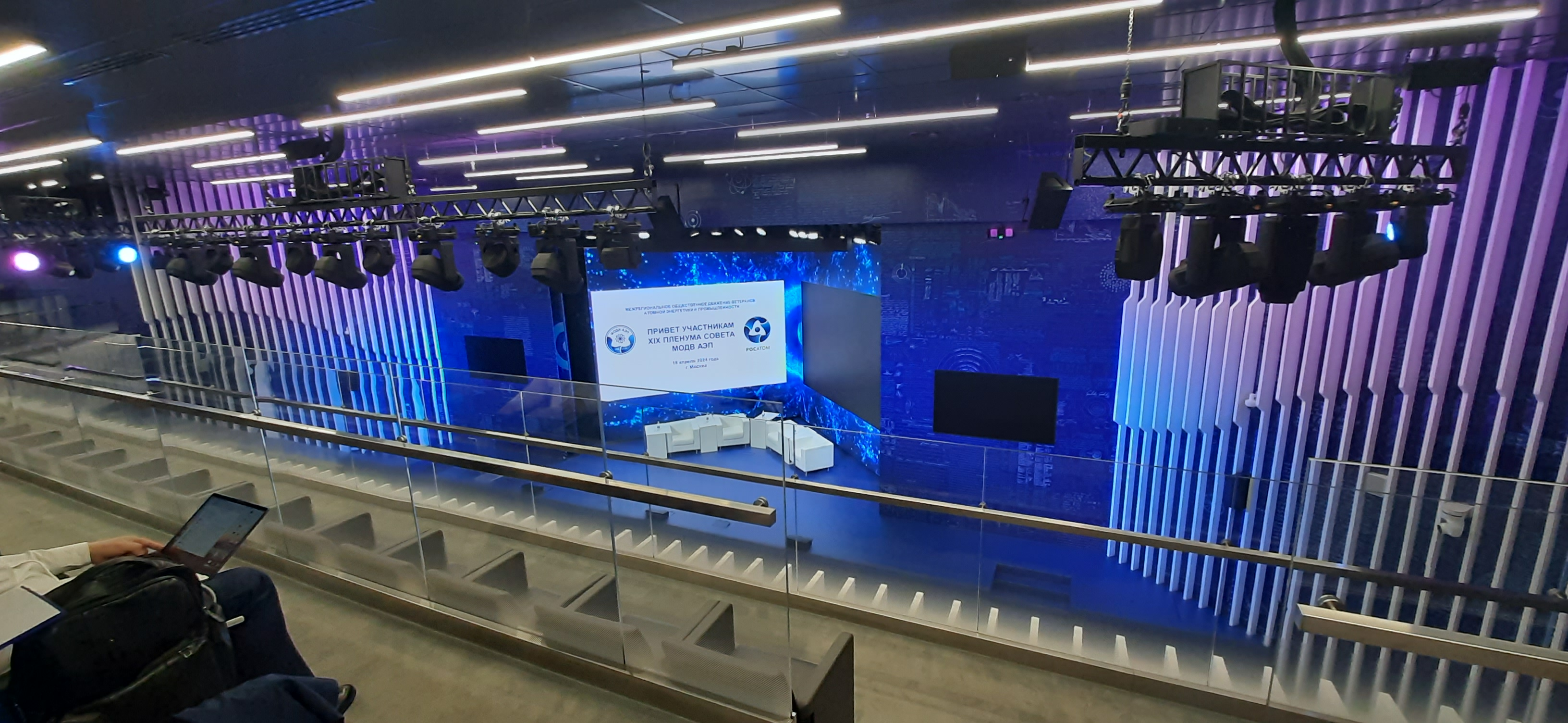
Конференц-зал
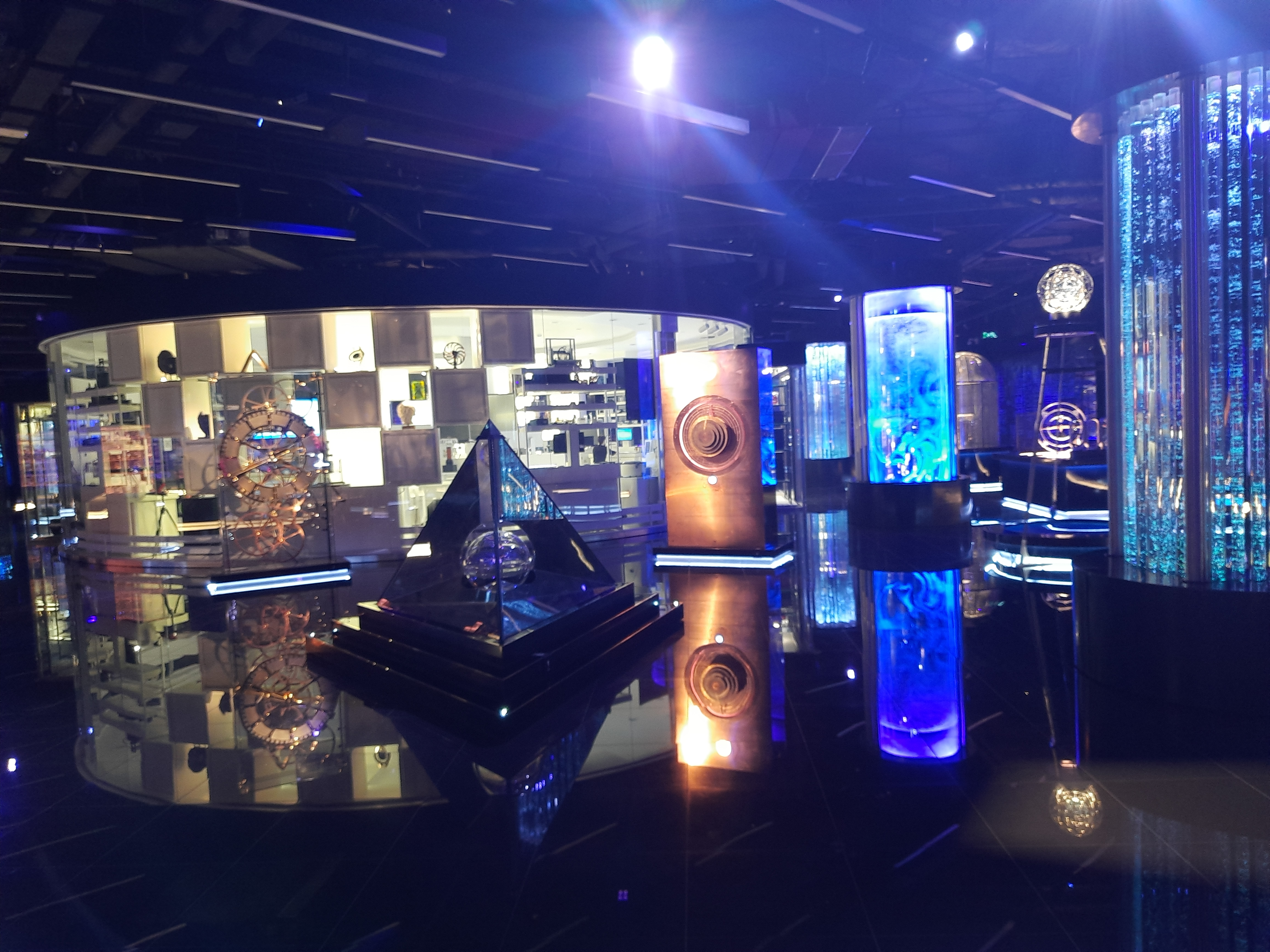
Интерактивная игровая экспозиция «Атомариум»
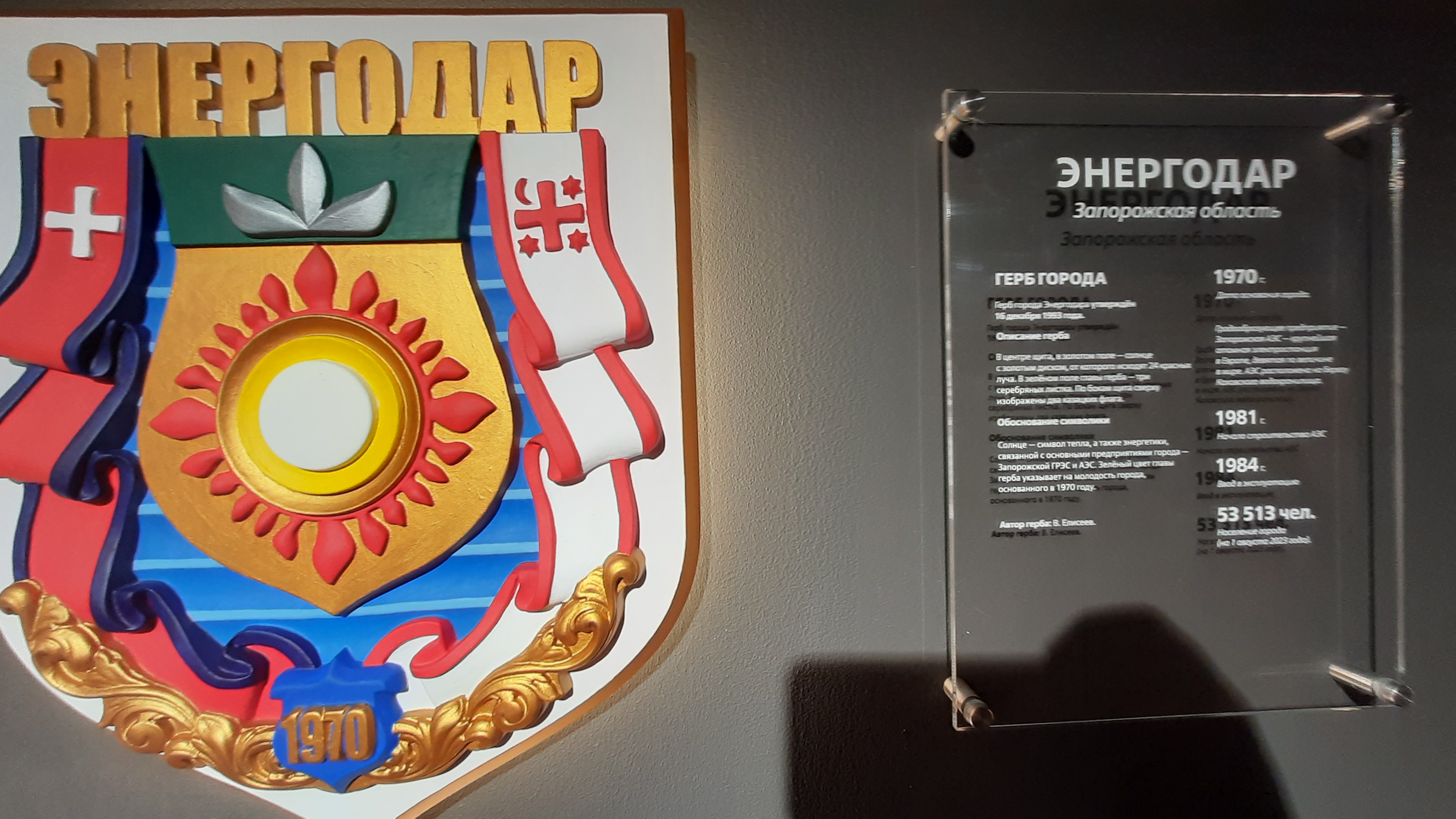
Стенд городов «Росатома» (оккупированный Энергодар)

Макеты и модели
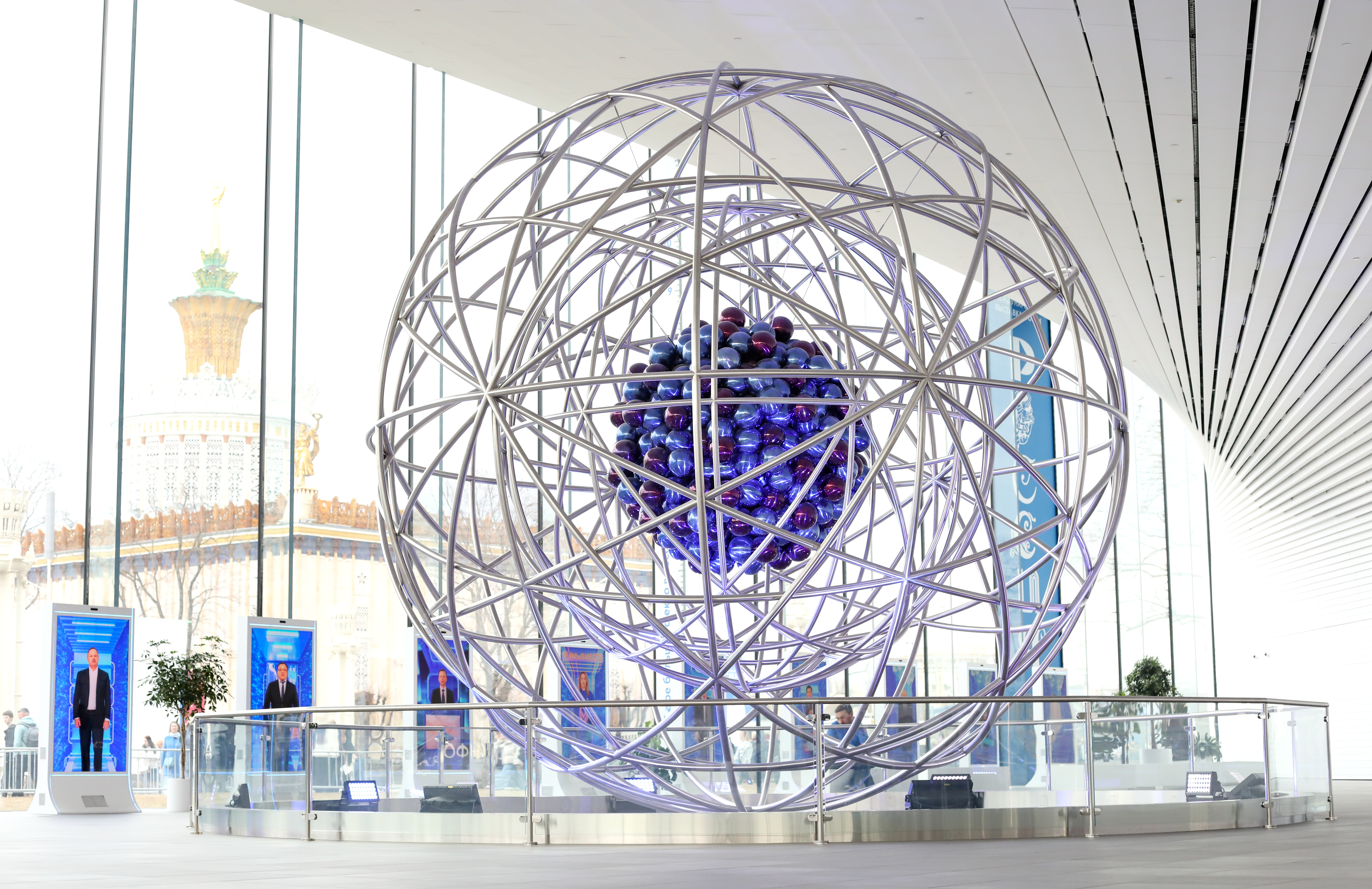
Атом в атриуме
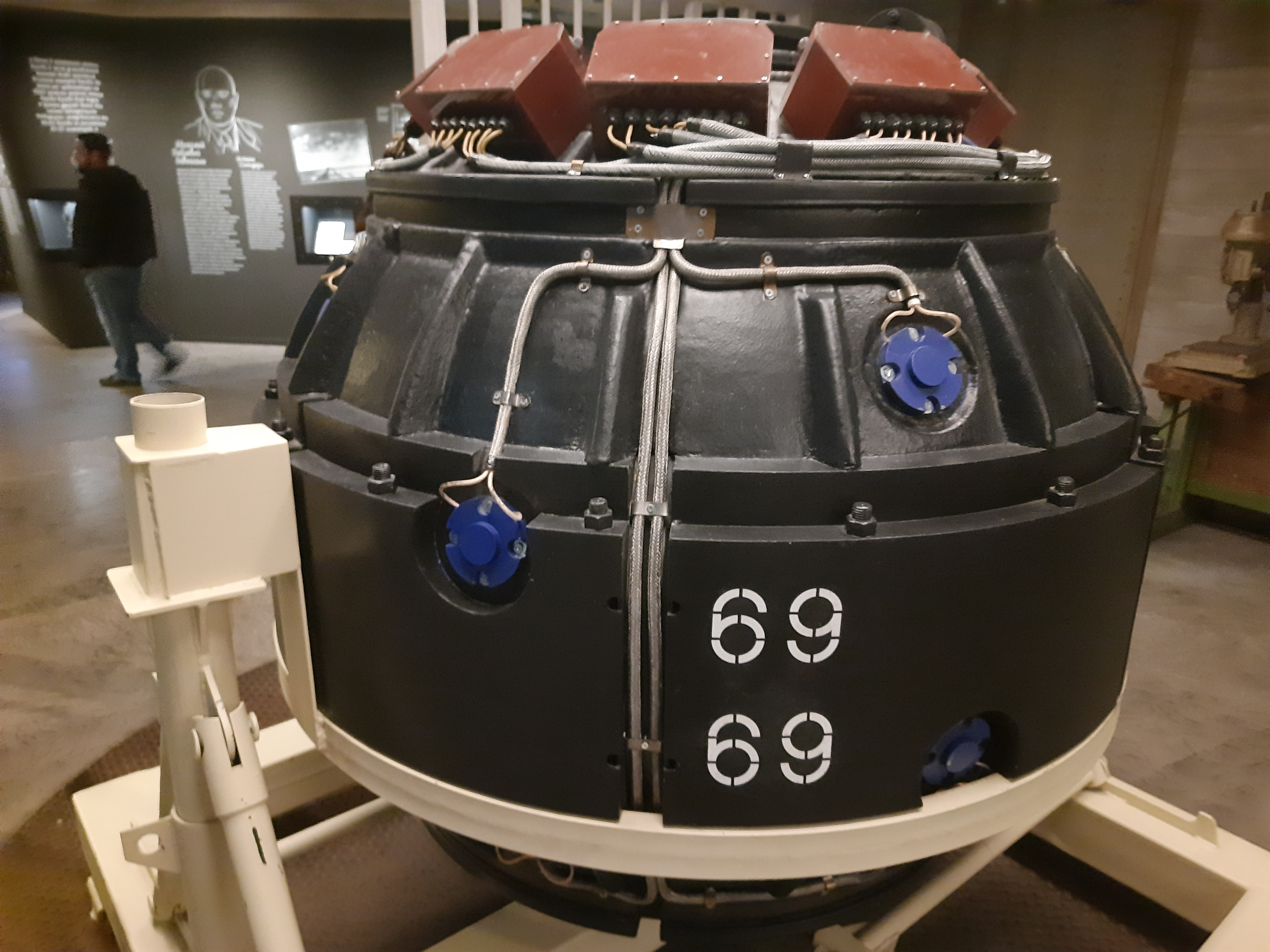
Первая советская атомная бомба
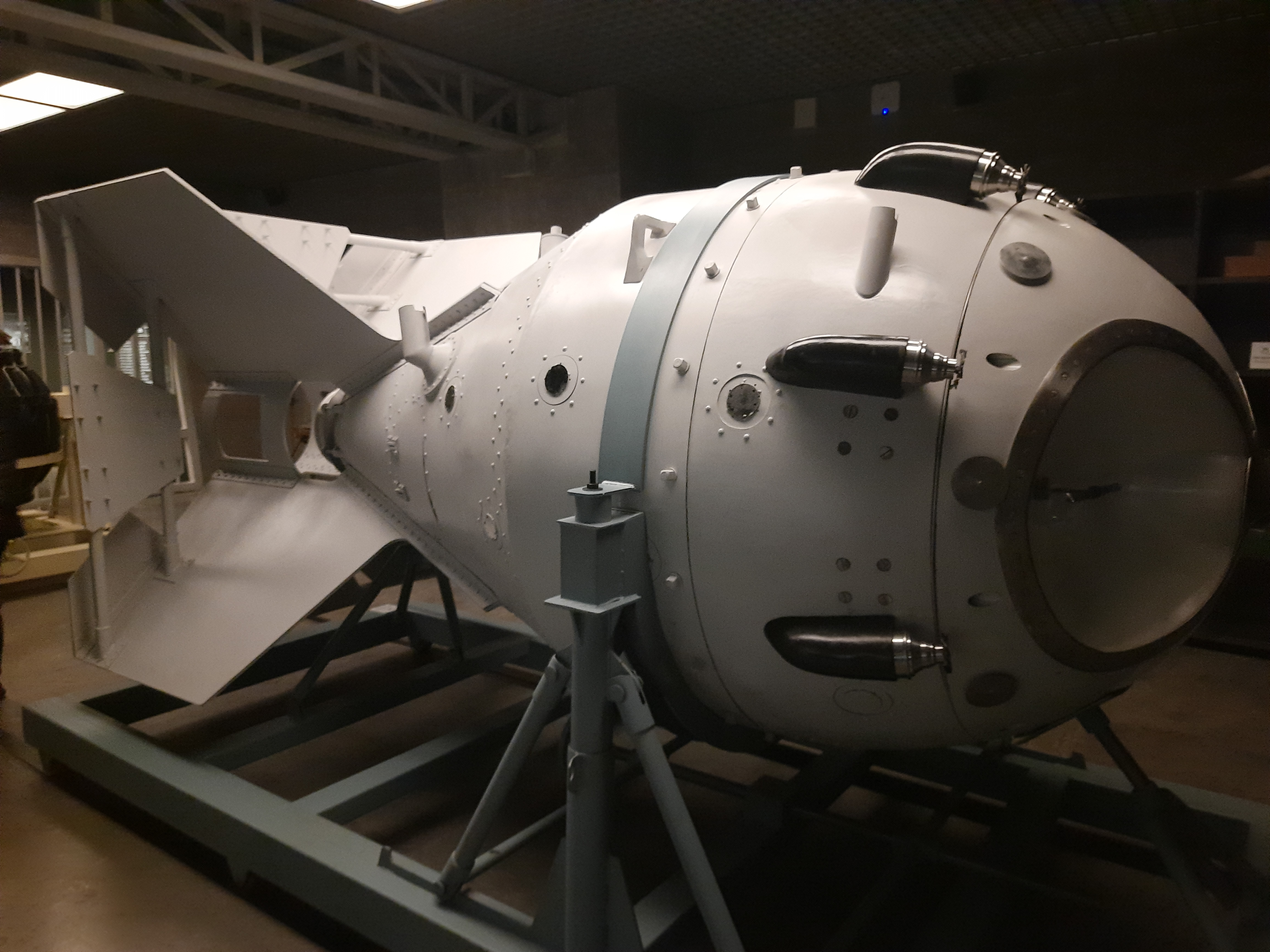
Атомная авиабомба
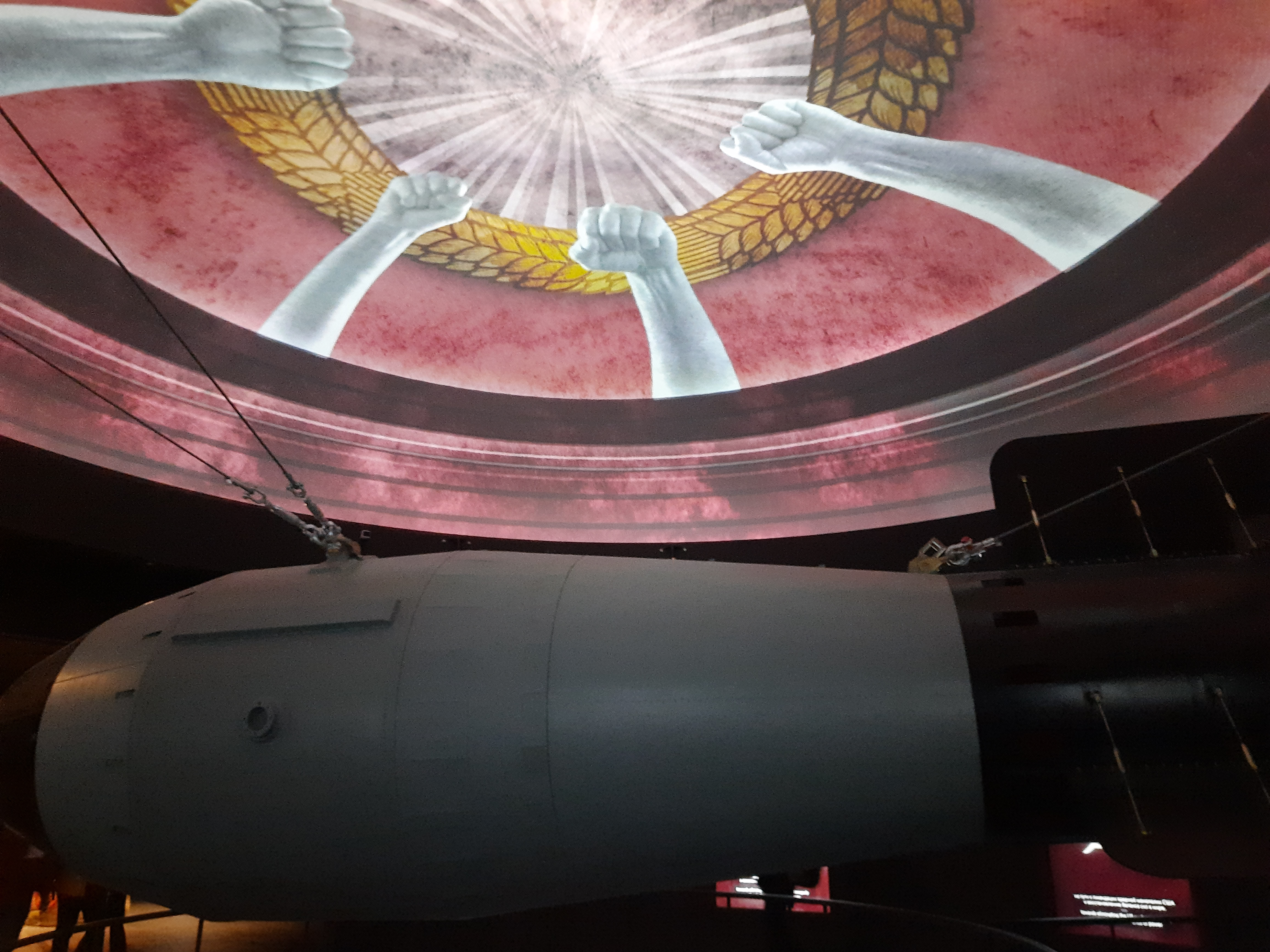
Первая советская термоядерная бомба
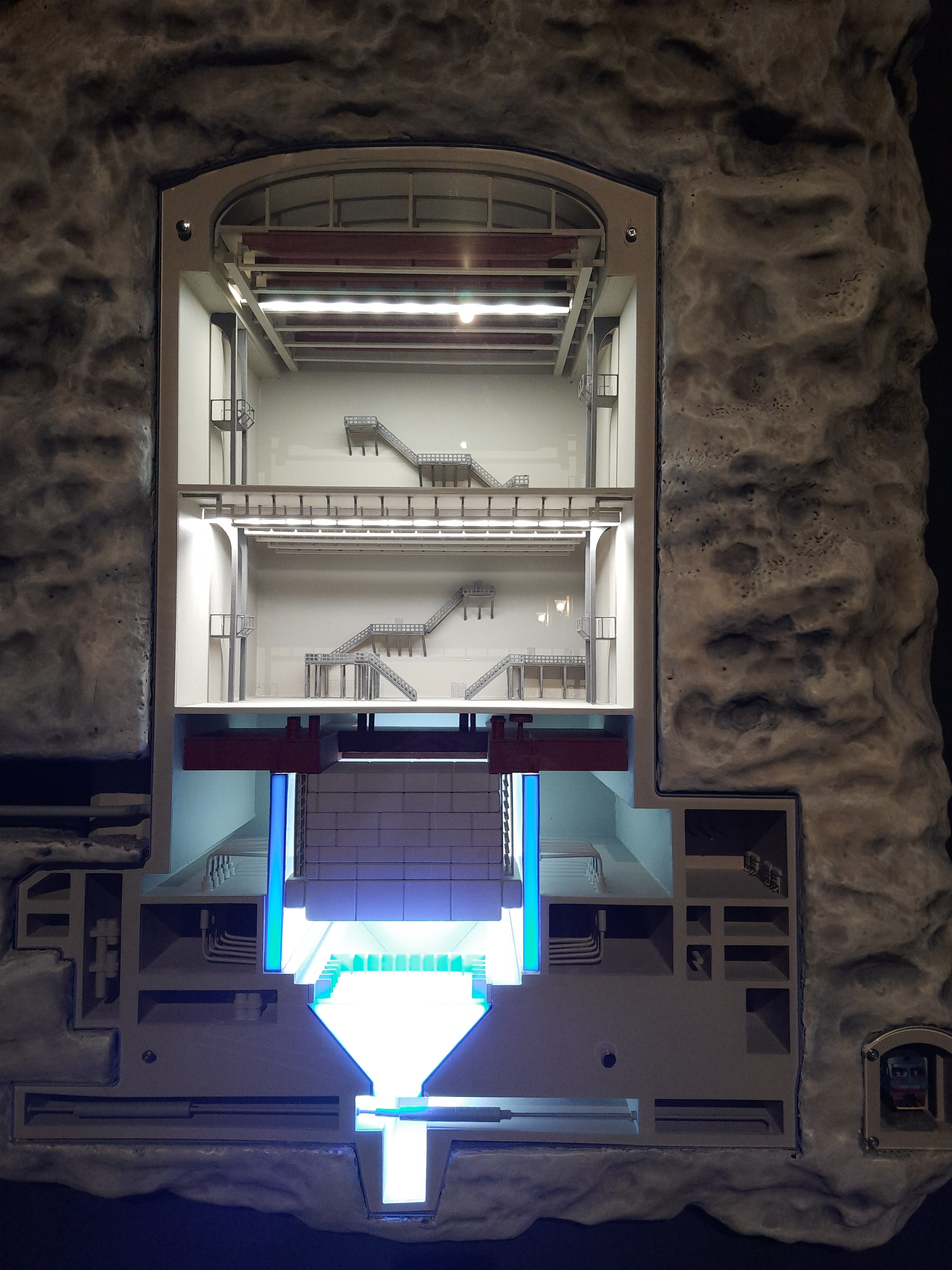
Наработчик плутония АД
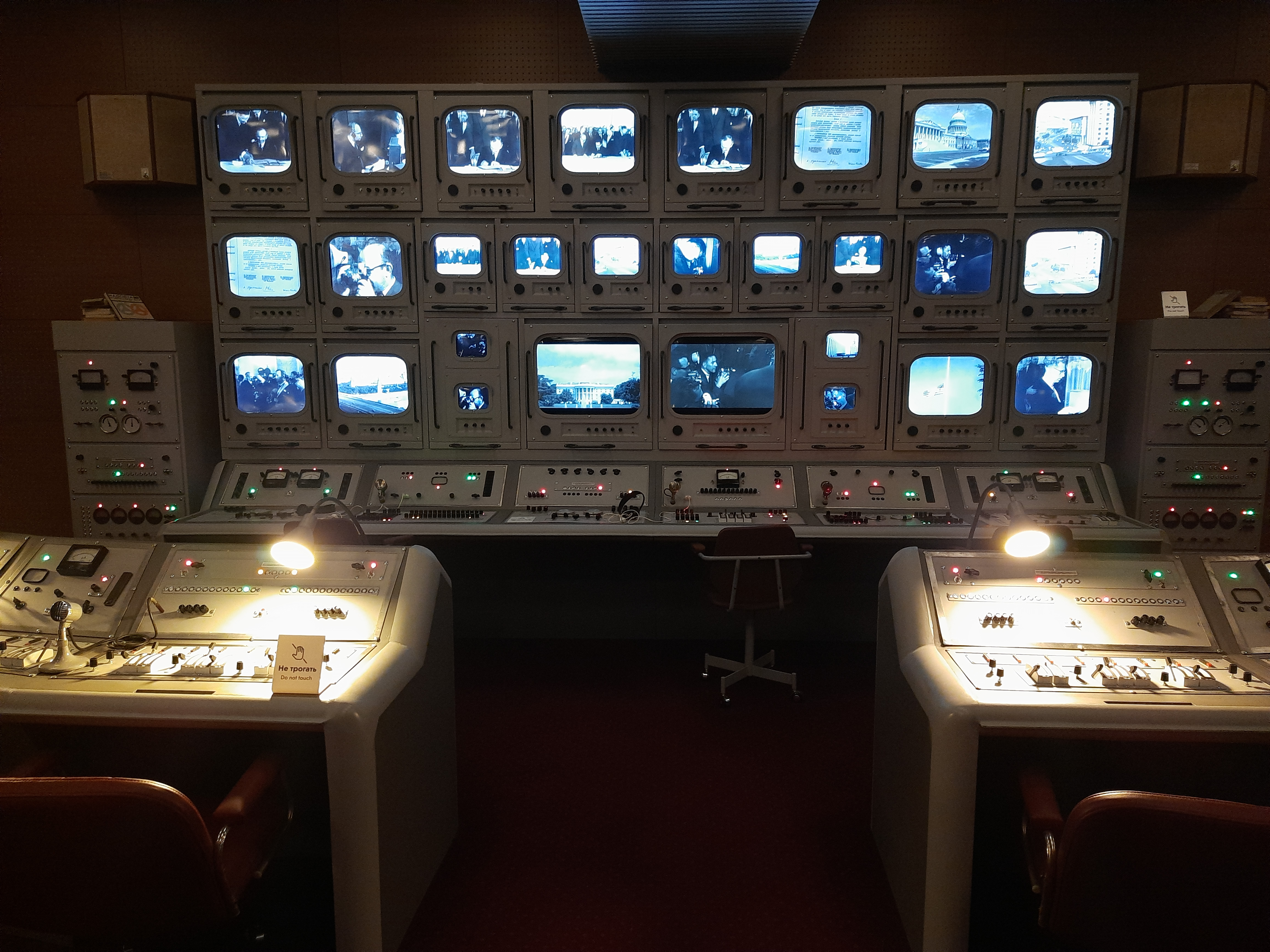
Пульт управления
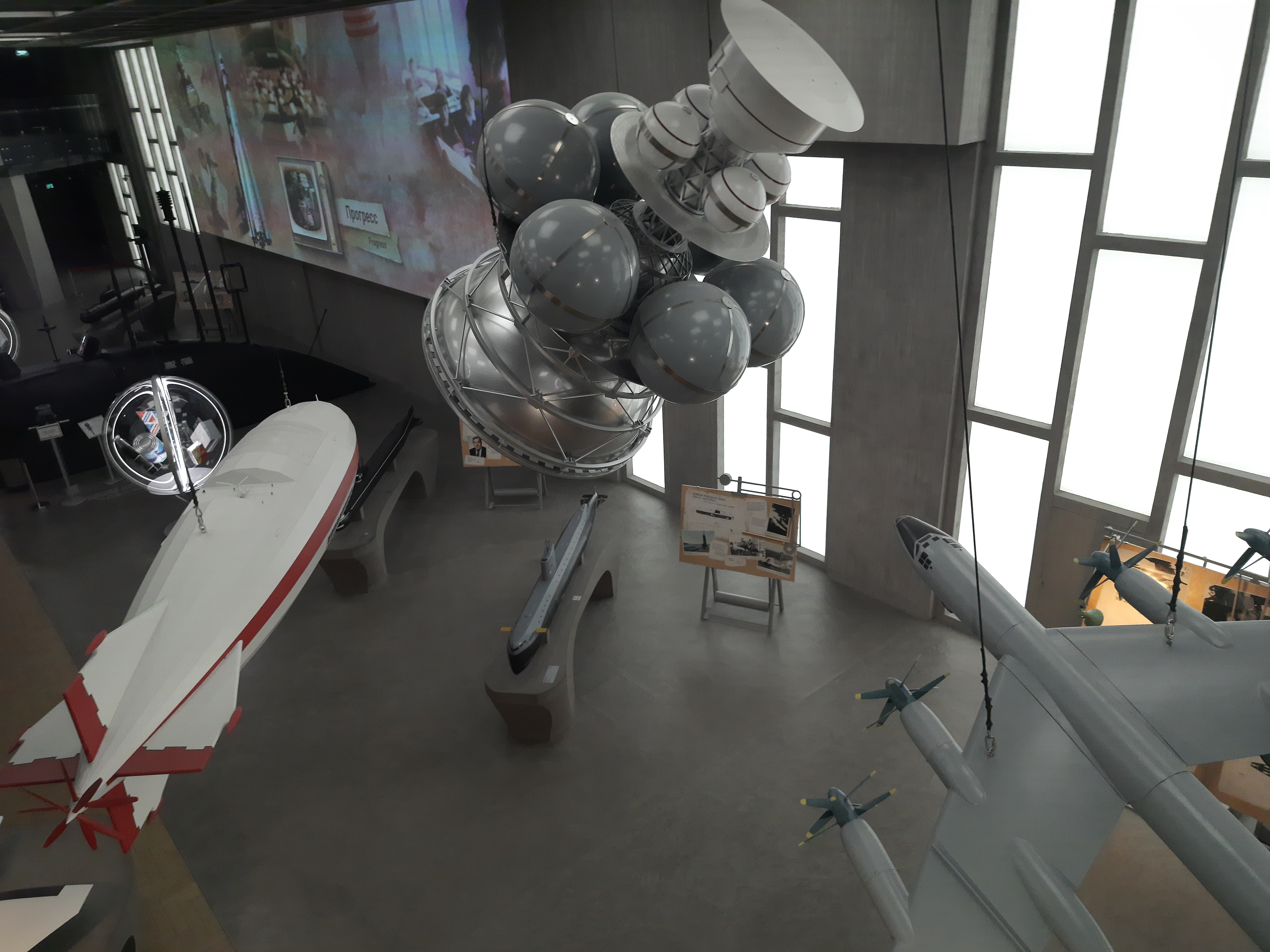
Проекты мирного использования атомной энергии
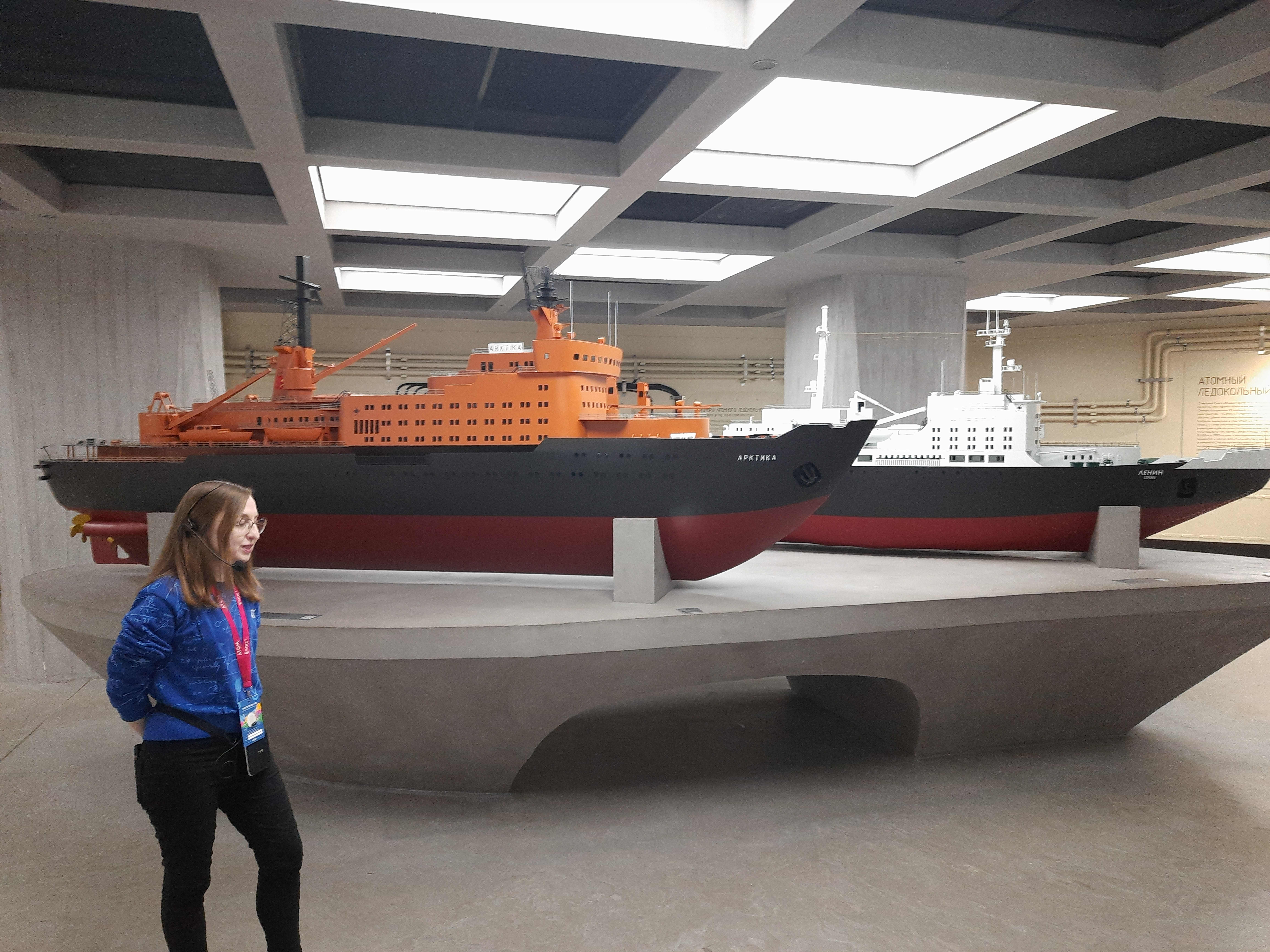
Атомные ледоколы
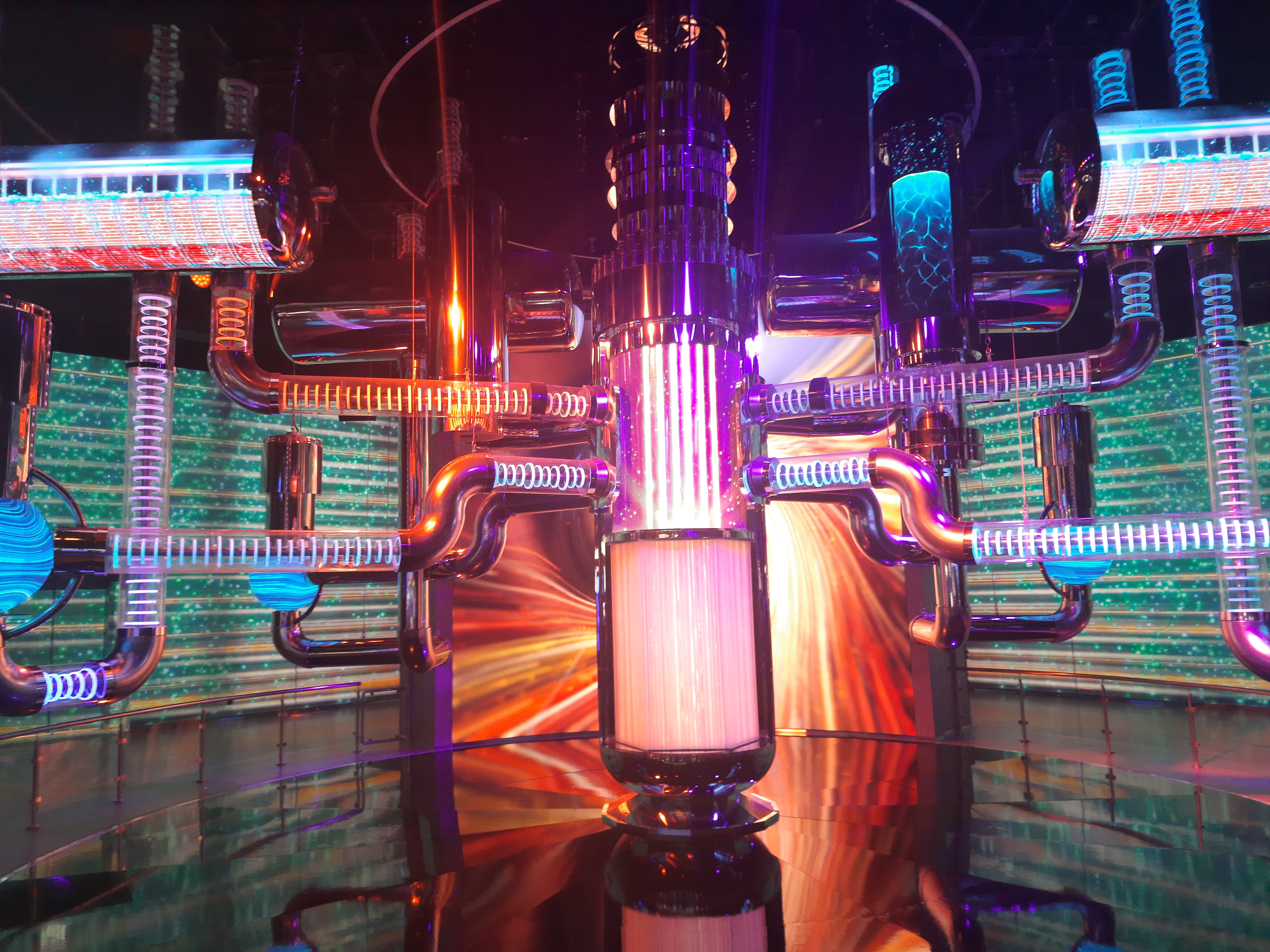
Современный реактор в центральном зале
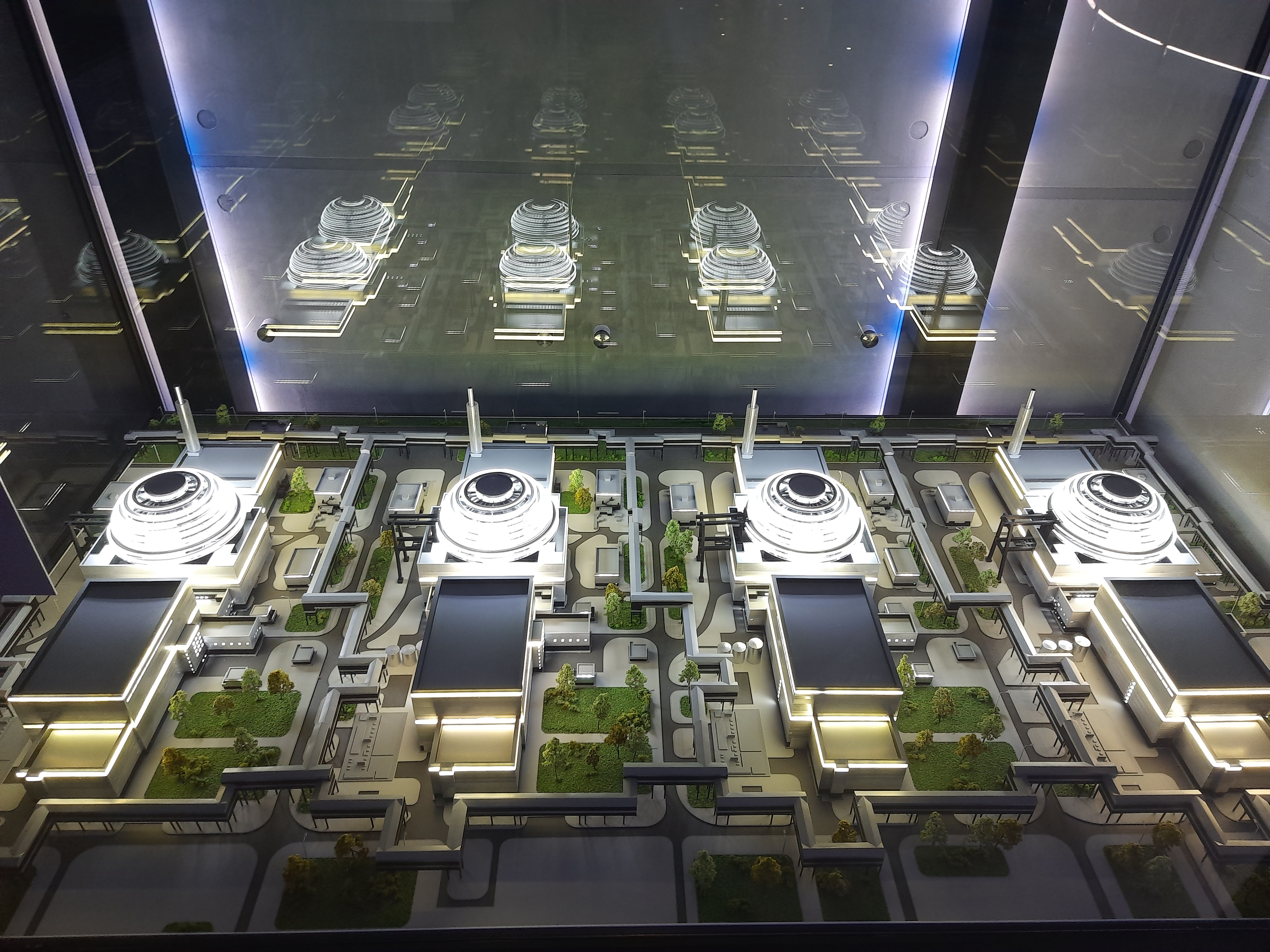
Современная АЭС